# Lilla Garn

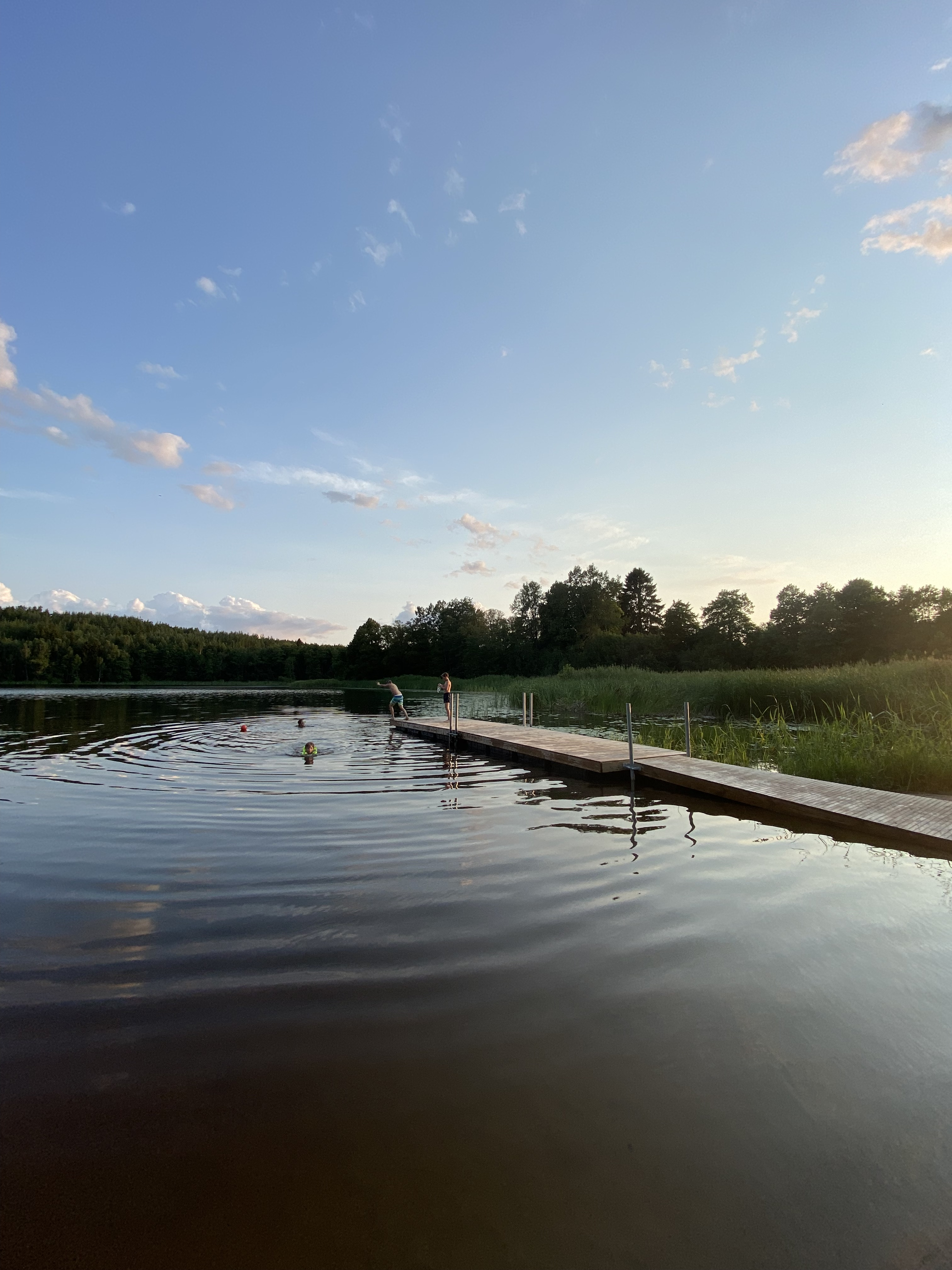
Garnsviken i Lilla Garn.

Lilla Garn är en bebyggelse i centrala delen av Össeby-Garns socken, i Vallentuna kommun i Stockholms län.
Av historiskt kartmaterial framgår att byn år 1761 bestod av fem kringbyggda gårdar, med namnen Västergården, Millangården, Gästgivargården, Frälsegården och Södergården. Efter laga skifte på 1860-talet inleddes en ny byggnationsfas i Lilla Garn med koppling till ångbåtstrafiken i Garnsviken och Långhundraleden. Byggnationsfasen innebar etablering av:
- Skola (Lägerskolan)
- Handelsbod
- Mejeri
- Sågverk

Flera av byns byggnader är uppförda i schweizerstilen, och karaktäristiskt är snickarglädjen och den ljusa oljefärgen.